# استیون واربک
استیون واربک (به انگلیسی: Stephen Warbeck) (زاده ۳ مهٔ ۱۹۵۳)، آهنگساز انگلیسی است.

## زندگی‌نامه
استیون واربک آهنگساز انگلیسی، در سال ۱۹۹۹ توانست برای موسیقی متن فیلم «شکسپیر عاشق» جان مادن، جایزه آکادمی اسکار را دریافت کند. او همچنین در همین سال، نامزد دریافت جایزه بفتای سینمایی و جایزه گرمی بهترین موسیقی فیلم برای «شکسپیر عاشق» شده بود. علاوه بر این، واربک تاکنون سه مرتبه نامزد دریافت جایزه بفتای تلویزیونی شده‌است که در آخرین‌بار، برای یکی از اپیزودهای مجموعه «The Hollow Crown» (۲۰۱۳) برنده این جایزه شد. در بخش سینمایی این جایزه نیز، «واربک» در سال ۲۰۰۱ برای فیلم «بیلی الیوت» نامزد دریافت جایزه بفتای بهترین موسیقی فیلم شد اما نتوانست این جایزه را به خود اختصاص دهد. واربک یک‌بار نیز برای فیلم «Polisse» جایزه هیئت داوران جشنواره فیلم کن (۲۰۱۱) را دریافت کرده‌است.

## فیلم شناسی
- شکسپیر عاشق
- متصدی لباس

## جوایز
- نامزد جایزه بفتای بهترین موسیقی فیلم برای فیلم شکسپیر عاشق
- برنده جایزه اسکار بهترین موسیقی فیلم برای فیلم شکسپیر عاشق
- برنده سیمرغ بلورین بهترین موسیقی متن جشنواره فیلم فجر برای فیلم روز رستاخیز